# Végleshutakálnok
Végleshutakálnok (szlovákul: Vígľašská Huta-Kalinka) község Szlovákiában, a Besztercebányai kerületben, a Gyetvai járásban. Végleshuta és Végleskálnok egyesítésével jött létre.

## Fekvése
Nagyszalatnától 10 km-re délre fekszik.

## Története
A régészeti leletek tanúsága szerint már a hallstatt-korban éltek itt emberek.
A község területe 1424-ig királyi birtok volt, ekkor Luxemburgi Zsigmond a véglesi uradalmat – melyhez a község területe is tartozott – Cillei Borbála királynénak adta. Ezután hol királynéi, hol nemesi birtok volt.
Végleshuta a 18. század első felében, míg Kálnok, Klokocs (vagy újabb nevén Hegyhát) és Sztosok (a későbbi Dombszög) a század végén alakult ki.
A trianoni diktátumig a települések mindegyike Zólyom vármegye Nagyszalatnai járásához tartozott.
A mai település Végleshuta és Kálnok 1926-os egyesítéséből keletkezett.

## Népessége
| Év:            | 1994. | 2004.   | 2014.   | 2024.   |
| -------------- | ----- | ------- | ------- | ------- |
| Emberek száma: | 384   | 377     | 360     | 339     |
| Eltérés:       |       | -1,82 % | -4,50 % | -5,83 % |

| Év:            | 2023. | 2024.   |
| -------------- | ----- | ------- |
| Emberek száma: | 341   | 339     |
| Eltérés:       |       | -0,58 % |

2001-ben 382 lakosából 361 szlovák volt.
2011-ben 365 lakosából 332 szlovák volt.

## Híres emberek
- Itt született Stanislav Barabáš filmrendező.
- Kálnokon nyitott kénbányát Rombauer Tivadar kohómérnök.

## Nevezetességei
- Szent Márton tiszteletére szentelt római katolikus temploma 1802-ben épült.

## Külső hivatkozások
- E-obce Archiválva 2022. augusztus 4-i dátummal a Wayback Machine-ben
- Községinfó
- Végleshutakálnok Szlovákia térképén

## Lásd még
- Kálnok
- Végleshuta